# توربین

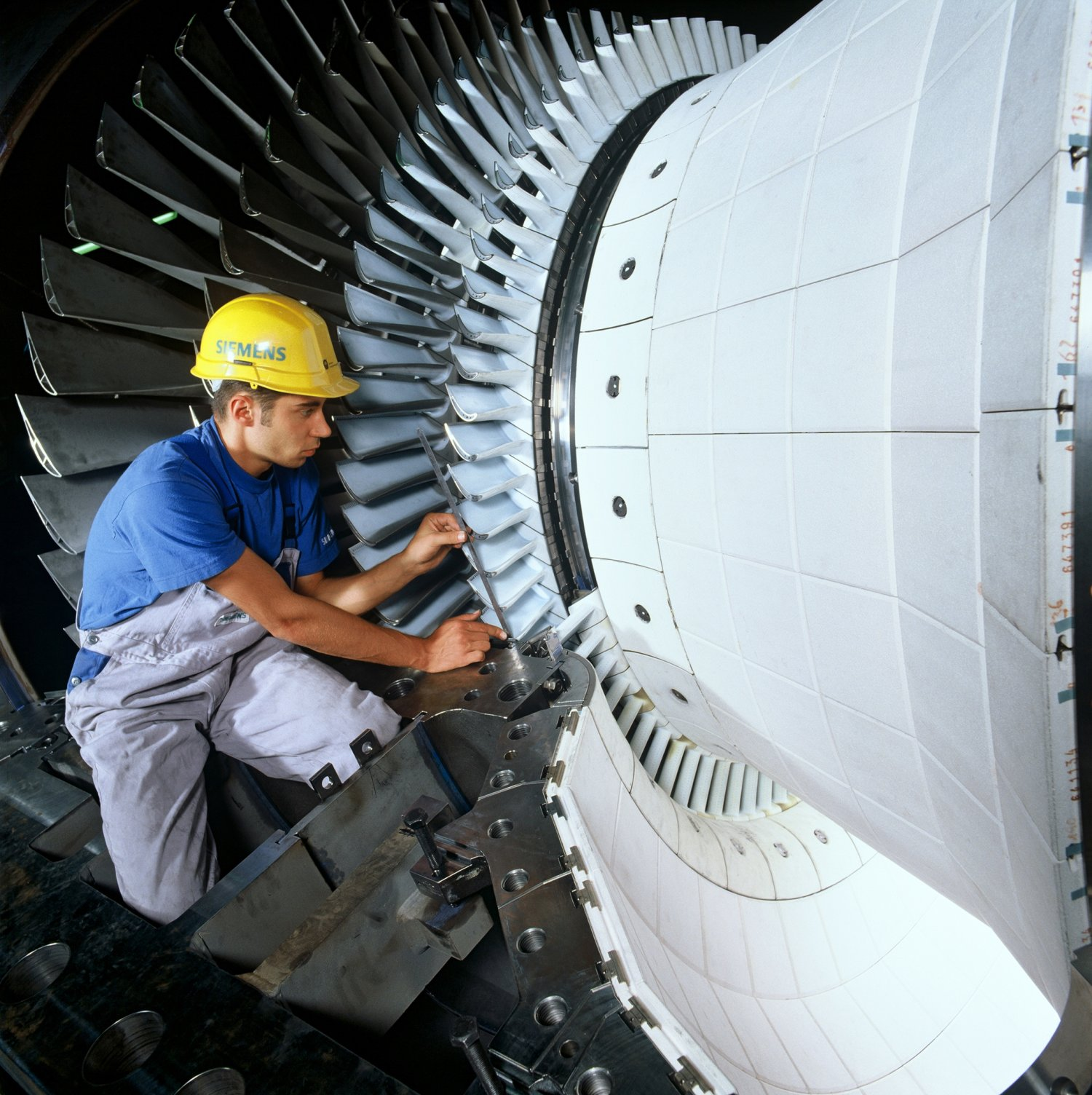
یک توربین گاز درحال ساخت در زیمنس

توربین (به انگلیسی: Turbine) یا چرخ‌پره، موتوری چرخنده است که می‌تواند از یک سیال انرژی به‌دست آورد. واژهٔ توربین برای نخستین بار به وسیلهٔ کلود بوردین (به انگلیسی: Claude Burdin) در سال ۱۸۲۸ به وجود آمد که از واژه‌ای یونانی به معنی چرخنده یا سرگردان مشتق شده‌است.
ساده‌ترین توربین‌ها یک بخش چرخنده و شماری پره دارند که به بخش اصلی متصل شده‌است سیال به پره‌ها برخورد می‌کند و بدین ترتیب از انرژی ناشی از متحرک بودن آن استفاده می‌کند به عنوان نخستین توربین‌ها می‌توان آسیاب بادی و آسیاب آبی را نام برد.
توربین‌های گاز، بخار و آب معمولاً پوشش محافظی در اطراف پره‌هایشان دارند که سیال را کنترل می‌کنند پوشش‌ها و پره‌ها می‌توانند اشکال هندسی مختلفی داشته باشند که هر کدام برای نوع سیال و بازده متفاوت است.
کمپرسور یا پمپ دستگاهی مشابه توربین است ولی با عملکرد بر عکس به‌طوری‌که این دستگاه انرژی را می‌گیرد و باعث حرکت یک سیال می‌شود.
مراحل کار یک توربین کاملاً وارونه مراحل کار یک پنکه است. در پنکه انرژی الکتریسیته به انرژی مکانیکی تبدیل شده و باعث چرخیدن پره می‌شود. در توربین‌ها، چرخش پره‌ها باعث می‌شود انرژی جنبشی ماده سیال (مانند باد) به انرژی مکانیکی تبدیل شود، سپس به الکتریسیته تبدیل گردد. سیال به پره‌ها برخورد می‌کند و آن‌ها را می‌چرخاند. چرخش پره‌ها باعث چرخش محور اصلی می‌شود و این محور به یک ژنراتور برق متصل است. چرخش این ژنراتور، برق متناوب تولید می‌کند.

## انواع توربین

بدنه توربین گازی

- توربین‌های بخار: برای تولید برق در نیروگاه‌های حرارتی که از زغال سنگ، نفت و انرژی هسته‌ای استفاده می‌کنند به‌کار برده می‌شوند روزی از آن‌ها برای هدایت وسایل نقلیه مانند کشتی استفاده می‌شد.
- توربین‌های گازی: این توربین‌ها معمولاً دارای یک ورودی، فن، کمپرسور، محفظه متراکم‌کننده و یک نازل است.
- توربین‌های آبی: توربین‌های آبی چرخ‌هایی هستند که انرژی جنبشی حاصل از جریان آب یا انرژی پتانسیل ناشی از اختلاف تراز آب را تبدیل به حرکت دورانی می‌کنند. این توربین‌ها دامنه گسترده‌ای دارند: از ساده‌تری چرخ‌های آسیاب تا بزرگ‌ترین و پیچیده‌ترین توربین‌هایی که در نیروگاه‌های آبی کاربرد دارند.
- توربین بادی: توربینی است که برای تبدیل انرژی جنبشی باد به انرژی مکانیکی به کار می‌رود.

## تولیدکنندگان در ایران
- گروه OTC
- گروه مپنا (توربین‌های بخار و توربین‌های گازی)
- صنایع آذرآب (توربین‌های آبی)
- ماشین‌سازی اراک (توربین‌های بادی)
- هپکو (ساخت بدنه و قطعات توربین‌ها)

## موارد استفاده
تقریباً برای تولید همه انرژی الکتریکی روی زمین از نوعی توربین استفاده می‌شود؛ بازده بالاترین توربین ۴۰ درصد است. بیشتر جت‌ها مانند کشتی‌ها و نیروگاه‌های اتمی برای حرکت از توربین استفاده می‌کنند.